# ジェリーボーイ
『ジェリーボーイ』 (Jerry Boy) は、1991年9月13日にEPIC・ソニー（現：ソニー・ミュージックレーベルズ エピックレコードジャパン）から発売されたスーパーファミコン用ゲームソフト。企画はゲームフリーク。アメリカ版の名称は『Smart Ball』。

## 概要
ゲームフリークが法人化されてから最初の作品。当初は『ジェリービーン』というタイトルだったが、他社に商標登録されていたため変更になった。
続編として1994年頃に『ジェリーボーイ2 ちょっとあぶない遊園地』が開発され、音楽は当時電気グルーヴに在籍していた砂原良徳が担当していたものの1995年10月頃に発売中止となる。後に1997年頃にタイトルを『マジックボール』と改め、発売元をPOWに切り替えて再起を図るも発売には至らなかった。
杉森建による漫画版が『ファミリーコンピュータMagazine』にて連載された。本編のストーリーを漫画にしただけでなく、ゲーム制作中の裏話や、番外編『ジェリーガール』が収録されている。『ジェリーガール』は独自の物語で、突如スライムになった新体操少女藤尾ちえりが主人公である。1993年にトクマインターメディアコミックスで単行本化され、2014年発行の作品集『杉森建の仕事』にも再録された。ただし元原稿は当時保管されていたファミマガ編集部の倉庫が水没したため汚損しており『杉森建の仕事』では前述の単行本からスキャンしたものを掲載している。

## ゲーム内容
メインスタッフである田尻智は、「新しいアクションゲームとは、新たな動詞を考えること」を思想に掲げており、本作では自在な身体能力を持つスライムを様々なアクションを使って進めていくのが特徴（詳細は後述）。

### 日本国外版
日本国外版のゲーム『SMART BALL』では、タイトル画面のグラフィックが違い、オープニングストーリーやキャラクターの台詞内容、各ステージの街がない。そのため、○-Aステージをクリアすると、街ステージは完全に省略され、○-Bステージに進行し、謎の老人も登場しない。
また、ボタン配置は、国内版はXとYボタンが走る/投げる/張り付くだが、海外版は投げるコマンドがLとRボタンである。他にも海外版のみ、スタートから数ステージ先へと越す裏技がある。

## ストーリー
平和な王国を収める王子、ジェリー・ビーンは、近い内にエミー王女との結婚を行う事になっていた。ところが2人が婚約した夜、ジェリーの弟であるトムの元に謎の魔法使いマジストが現れ「ジェリーを追い出せばこの国を独り占めできる」と唆す。企みに乗ったトムはマジストと共謀してジェリーを世界最弱の生き物スライムに変え、下水に流して王国から追放してしまう。後に草原でひとりの老人によって助けられたジェリーはエミーに会う為、そして元の姿に戻る為、冒険に出るのだった。

## 登場人物
ジェリー・ビーン
ビーン王家の第一王位継承者で、本作の主人公。エミー王女との結婚を行うつもりだったが、弟のトムとマジストの悪巧みにより、マジストの魔法でスライムに変えられてしまい、国から追放されてしまう。　元の姿に戻るため国に戻るための旅に出る。スライムになった彼は体を自由自在に変形する事が出来、細いパイプを難なく通過したり、壁や天井に張り付いて動く事が出来る。また、体にボールを収める事により、敵に吐き出して攻撃する事も出来る。王妃は死去しているが、父王は健在。
トム・ビーン
ジェリーの弟で、日陰者。ジェリーとは仲が良かったのだが、密かに思いを寄せていたエミーと兄との婚約を機に嫉妬心を抱くようになり、その心の隙をマジストに漬け込まれて利用され、ジェリー追放に加担してしまった。実際は気の優しい少年であり、エンディングでは兄に謝罪し和解した。
エミー
ジェリーの婚約者で、本作のヒロイン。漫画版ではジェリーとトムの幼馴染と言う設定になっている。
謎の老人
スライムになったジェリーを拾った謎の名無しの老人。各ステージの街に必ず登場し、ジェリーに1UPや助言を与える。
マジスト
王国と世界を支配しようと企む悪の魔法使い。ビーン王家を自分の物にするためにトムを騙してジェリーをスライムに変えた張本人である。
発売中止となった続編ではマジストらしき悪役も登場している。漫画版では、大昔王家の力により封印された。

## スタッフ
- ディレクター：田尻智
- ゲーム・デザイン：田尻智、杉森建、とみさわ昭仁
- プログラム：マーク・フリント
- アシスタント・プログラマー：澤入雄二、かしわばらかずひと
- 音楽：福田裕彦
- 音楽アシスタント：斎藤学、山岡晃
- ストーリー：田尻智、杉森建
- プロデューサー：清本浩
- アシスタント・プロデューサー：森山健寛
- スーパーバイザー：長崎行男
- マネージャー：佐藤浩一
- キャラクター・デザイン：杉森建、MUCHO TANAKA
- アシスタント・デザイナー：岩本麻衣子、S.S.D.スタッフ、とみさわ昭仁、にいやじゅん、いしあいかずよ、松井清尚、おおさわたけし、東田悟
- スペシャル・サンクス：篠泰樹、伊佐弘、はやさかやすゆき、はせがわりょうたろう、いしかわたかこ、赤川良二、ピーター・フォークナー
- エグゼクティブ開発チーフ：高橋裕二
- エグゼクティブ・プロデューサー：丸山茂雄

## 評価
- ゲーム誌『ファミコン通信』の「クロスレビュー」では合計25点（満40点）[5]、『ファミリーコンピュータMagazine』の読者投票による「ゲーム通信簿」での評価は以下の通りとなっており、21.33点（満30点）となっている[1]。この得点はスーパーファミコン全ソフトの中で112位（323本中、1993年時点）となっている[1]。

| 項目 | キャラクタ | 音楽 | 操作性 | 熱中度 | お買得度 | オリジナリティ | 総合  |
| 得点 | 4.16       | 3.42 | 3.35   | 3.51   | 3.15     | 3.75           | 21.33 |

- デジタルコンテンツ協会が主催している「1991 AVAマルチメディアグランプリ」にて、ビデオゲーム部門でキャラクターデザイン賞を受賞した[6]。